# Liste der Baudenkmäler in Kempener Feld/Baackeshof
Die Liste der Baudenkmäler in Kempener Feld/Baackeshof enthält die denkmalgeschützten Bauwerke auf dem Gebiet von Krefeld-Kempener Feld/Baackeshof, Stadtbezirk West, in Nordrhein-Westfalen (Stand: April 2020). Diese Baudenkmäler sind in der Denkmalliste der Stadt Krefeld eingetragen; Grundlage für die Aufnahme ist das Denkmalschutzgesetz Nordrhein-Westfalen (DSchG NRW).

| Bild                     | Bezeichnung                                       | Lage                                                       | Beschreibung | Bauzeit   | Eingetragen seit | Denkmal- nummer |
| ------------------------ | ------------------------------------------------- | ---------------------------------------------------------- | --- | --------- | ---------------- | --------------- |
| ehemalige Stadtgärtnerei | ehemalige Stadtgärtnerei                          | Baackeshof Am Baackeshof 22a Karte                         | Glashaus, sogenanntes „Palmenhaus“, im Jugendstil; das Gewächshaus kennzeichnen weiß getünchte Backsteinmauern, Betonverglasungen, meterhohe Sprossenfenster, der Holzboden und das 500 m² großes Glasdach. | um 1920   |                  | 711             |
| weitere Bilder           | Cornelius-de-Greiff-Stift                         | Kempener Feld De-Greiff-Straße 194 Karte                   | ehemaliges Lazarettgebäude |           |                  | 631 Wikidata    |
| weitere Bilder           | Werkanlage VerSeidAG                              | Kempener Feld Girmesgath 5, 7 Karte                        | Architekt: Ludwig Mies van der Rohe; setzt sich zusammen aus HE-Gebäude, Färberei, Warendurchsicht mit Uhrenturm, Schlichterei und Pförtnerhaus | 1930–1939 |                  | 840             |
| weitere Bilder           | Wasserturm                                        | Kempener Feld Gutenbergstraße 27 Karte                     | unter Johann Burkart und Bernhard Salbach errichteter, rund 36 m hoher Wasserturm des ersten städtischen Wasserwerks | 1876–1877 |                  | 77 Wikidata     |
| weitere Bilder           | Wohnhaus                                          | Kempener Feld Gutenbergstraße 39 Karte                     | |           |                  | 884 Wikidata    |
| weitere Bilder           | Wohnhaus                                          | Kempener Feld Gutenbergstraße 41 Karte                     | |           |                  | 868 Wikidata    |
| weitere Bilder           | Wohnhaus                                          | Kempener Feld Gutenbergstraße 46 Karte                     | | 1908      |                  | 587 Wikidata    |
| weitere Bilder           | Grenzstein                                        | Kempener Feld östlich von Horkesgath Karte                 | Nach der Schlichtung von Streitigkeiten zwischen dem Königreich Preußen und dem Kurfürstentum Köln wurde die Grenze im Jahr 1726 durch vierzehn „neu eingesetzte steinerne Pfähle“ gesichert, von denen heute noch neun dieser Grenzsteine erhalten sind. Sie markieren die Grenze der Herrlichkeit Krefeld von der Glockenspitz über Schützenhof bis Schicksbaum. Auf der Stirnseite findet sich das Moerser Wappen und (darunter) der Schriftzug „Crevelt“, auf der Rückseite das kurkölnische Wappen und (darunter) der Schriftzug „Kempen“. Auf den anderen Seiten findet sich die Jahreszahl „1726“ und die laufende Nummer des Grenzsteins.                                                            | 1726      |                  | 610             |
| weitere Bilder           | Villa                                             | Kempener Feld Kempener Allee 9 Karte                       | Backsteinvilla; Säulenportikus mit Putz- und Stuckelementen, Mansarddach verschiefert, zur Kempener Allee eiserne Umzäunung mit Backsteinstützen erhalten | 1913      |                  | 544 Wikidata    |
| weitere Bilder           | Kaserne                                           | Kempener Feld Kempener Allee 145 Karte                     | Für die Wehrmacht gebaute ehemalige „Adolf-von-Nassau-Kaserne“, 1938 vom 6. Panzeraufklärungsregiment mit 800 Mann bezogen. Nach dem Zweiten Weltkrieg nutzte die Britische Armee mit wechselnden Abteilungen seit 1946 das Areal als „Bradbury Barracks“. Seit 2002 liegt das gesamte Gelände brach. Die Kaserne ist in Gänze erhalten, zum Umfang des Denkmals zählen das Mannschaftsgebäude, die Offiziersmessen, die Stabsgebäude, die Werkstattgebäude, der Exerzierplatz, das Erschließungssystem und die Umfassungsmauer. Nach Jahre langer Planung soll 2019 der Umbau zu einem Wohnareal realisiert werden.                                                                                         | 1936–1938 |                  | 898 Wikidata    |
| weitere Bilder           | Husarenkaserne: ehemalige Offiziers-Speiseanstalt | Kempener Feld Konrad-Adenauer-Platz 1 Karte                | Offizierskasino der Husarenkaserne | 1902–1906 |                  | 629 Wikidata    |
| weitere Bilder           | Stadthaus                                         | Kempener Feld Konrad-Adenauer-Platz 17 Karte               | ehemaliges Verwaltungsgebäude der Vereinigten Seidenwebereien, Architekt: Egon Eiermann | 1953–1956 |                  | 836 Wikidata    |
| Haus Vogelsang           | Haus Vogelsang                                    | Baackeshof Moylandstraße 23 Karte                          | Architekt: Bernhard Pfau | 1949–1950 |                  | 625 Wikidata    |
| weitere Bilder           | Nordbahnhof                                       | Kempener Feld Oranierring 91 Karte                         | erbaut im italienischen Palazzo-Stil, das älteste Bahnhofsgebäude Krefelds | 1870      |                  | 757             |
| weitere Bilder           | Grenzstein                                        | Kempener Feld Siempelkampstraße Karte                      | Nach jahrzehntelangen Streitigkeiten zwischen der Herrlichkeit Krefeld (gehörte zur Grafschaft Moers) und dem Kurfürstentum Köln wurde 1726 die Grenze begradigt und dieser Grenzstein als zwölfter von insgesamt vierzehn Steinen aufgestellt. Auf der Krefelder Seite ist das Moersische Wappen und das Wort „Crevelt“, auf der kurkölnischen Seite das Kreuz des Erzstiftes mit dem Kurhut und das Wort „Kempen“ eingemeißelt. Auf der Rückseite ist die Jahreszahl „1726“ und die Nummer „12“ zu sehen. Der Grenzstein, der sich früher in der Mitte der Siempelkampstraße befand, wurde im Jahr 2012 von der Firma Siempelkamp in der Nähe des alten Standorts auf dem Parkplatz der Firma aufgestellt. | 1726      |                  | 609             |
| weitere Bilder           | Grenzstein                                        | Baackeshof St. Töniser Straße Karte                        | s. Anmerkungen zu Grenzstein Horkesgath | 1726      |                  | 611             |
| weitere Bilder           | Wohnhäuser                                        | Kempener Feld Westparkstraße 61, 63, 65 Karte              | |           |                  | 994             |
| weitere Bilder           | Husarenkaserne: ehemaliges Stabsgebäude           | Kempener Feld Westparkstraße 105 Girmesgath 133, 135 Karte | | 1902–1906 |                  | 630 Wikidata    |
| weitere Bilder           | Husarenkaserne: ehemalige Doppel-Escadron-Kaserne | Kempener Feld Westparkstraße 107, 109 Karte                | | 1902–1906 |                  | 623 Wikidata    |